# مارلا، استرالیای جنوبی
مارلا (به انگلیسی: Marla) یک شهرک در استرالیا است که در استرالیای جنوبی واقع شده‌است.